# Ken O’Flynn

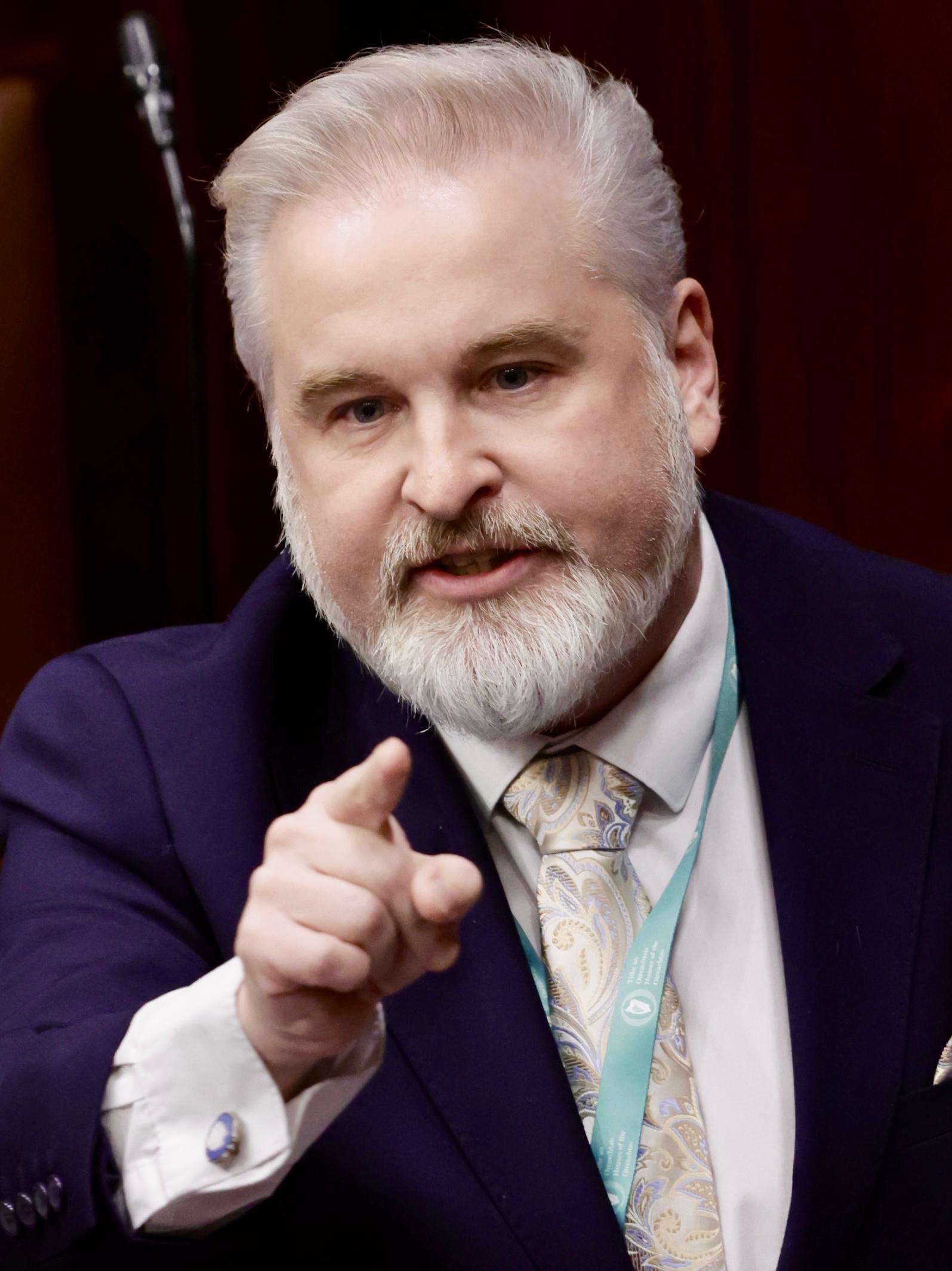
Ken O’Flynn (2025)

Kenneth Noel O’Flynn (* 1978/1979 in Cork, County Cork) ist ein irischer Politiker der Partei Independent Ireland. Er ist seit 2024 Teachta Dála (Abgeordneter) im Dáil Éireann. 

## Biografie
O’Flynn ist ein Immobilienmogul, der zahlreiche Anwesen in Marbella, den Londoner Docklands und Irland selbst besitzt. 2008 rückte er als Mitglied der Fianna Fáil für seinen Bruder Gary O’Flynn in den Cork City Council nach. 2011 versuchte er in den Seanad Éireann über die Unternehmensliste gewählt zu werden. Dies misslang jedoch. 2014 konnte er knapp, 2019 deutlich seinen Sitz im Cork City Council verteidigen. Weil er für die Wahlen zum Dáil Éireann 2020 von der Fianna Fáil nicht aufgestellt wurde, trat er aus der Partei aus. Als unabhängiger Kandidat verpasste er im Wahlkreis Cork North Central die notwendige Stimmenzahl für einen Sitz. Im März 2024 trat er der Partei Independent Ireland bei und konnte im Juni 2024 bei den Kommunalwahlen seinen Sitz im Cork City Council verteidigen. Im November 2024 erreichte er dann bei den Wahlen zum Dáil Éireann die notwendigen Stimmen, um einen Sitz im Dáil zu erringen.
O’Flynn äußert sich regelmäßig kritisch zur Einwanderungs- und Flüchtlingspolitik und vertritt, dass Irland sich neutral und isolationistisch gegenüber anderen Ländern verhalten solle. 

### Privates
Ken O’Flynn ist der Sohn des früheren Abgeordneten der Fianna Fáil Noel O’Flynn. Er hat sich offiziell zu seiner Homosexualität bekannt und ist seit 2022 mit Francisco Cuevas verheiratet. 